# Granducato di Meclemburgo-Strelitz
Il Granducato di Meclemburgo-Strelitz fu uno stato nell'attuale Germania esistito dal 1815 fino al 1918; è stato membro della Confederazione germanica e, in seguito alla Guerra austro-prussiana, della Confederazione Tedesca del Nord, divenendo nel 1871 parte dell'Impero tedesco.

## Storia
Lo stato nacque con la promozione del ducato di Meclemburgo-Strelitz a granducato, decisa dal Congresso di Vienna nel 1815 e fu retto dalla famiglia dei Meclemburgo-Strelitz, una linea collaterale della casata di Meclemburgo.
Dal 1867 i granducati di Meclemburgo-Schwerin e Meclemburgo-Strelitz si schierarono con la Prussia nella Lega della Germania del Nord, in funzione anti-austriaca, per poi aderire liberamente nel 1871 all'Impero di Germania, ottenendo un seggio nel parlamento del nuovo stato.
Al granducato di Meclemburgo-Strelitz fece seguito il Libero Stato di Meclemburgo-Strelitz, formatosi per il crollo delle monarchie in Germania a seguito della Rivoluzione tedesca di novembre, dopo la fine della prima guerra mondiale nel 1918.

## Granduchi di Meclemburgo-Strelitz (1815-1918)
|                             | Nome                                                                             | Regno     | Note                             |
| --------------------------- | -------------------------------------------------------------------------------- | --------- | -------------------------------- |
|                             | Carlo II di Meclemburgo-Strelitz                                                 | 1815-1816 | Già Duca di Meclemburgo-Strelitz |
|                             | Giorgio (12 agosto 1779 – 6 settembre 1860)                                      | 1816–1860 | (Figlio di Carlo II)             |
|                             | Federico Guglielmo (17 ottobre 1819 – 30 maggio 1904)                            | 1860–1904 | (Figlio di Giorgio)              |
|                             | Adolfo Federico V (22 luglio 1848 – 11 giugno 1914)                              | 1904–1914 | (Figlio di Federico Guglielmo)   |
|                             | Adolfo Federico VI (17 luglio 1883 – 23 febbraio 1918)                           | 1914–1918 | (Figlio di Adolfo Federico V)    |
|                             | Federico Francesco IV di Meclemburgo-Schwerin (9 aprile 1882 – 17 novembre 1945) | 1918      | reggente                         |
| Monarchia abolita nel 1918. |                                                                                  |           |                                  |